# 旁海镇
旁海镇，是中华人民共和国贵州省黔东南苗族侗族自治州凯里市下辖的一个乡镇级行政单位。

## 行政区划
旁海镇下辖以下地区：
旁海社区、旁海村、大堡村、大丰村、朵基村、基博村、王银村、翁省村、水珠村、旧寨村、水寨村、笔香村、青杠村、大溪村、屯寨村、白云村、卡房村、两河村、联巩村、中甲村、岔河村和猴场村。